# Carl Peter Lepsius

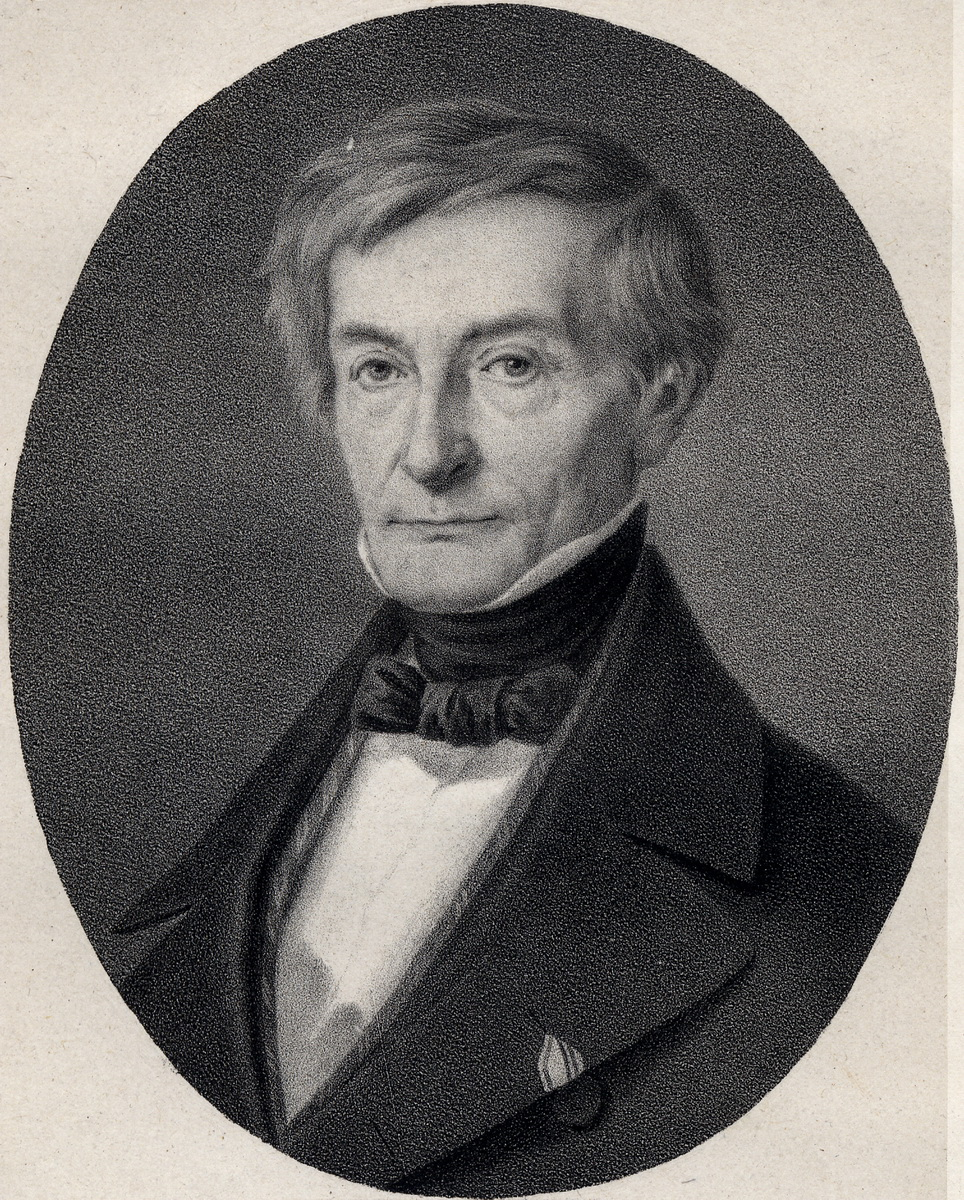
Carl Peter Lepsius, Lithographie

Carl Peter Lepsius (* 25. Juni 1775 in Naumburg (Saale); † 23. April 1853 ebenda) war Altertumswissenschaftler, Historiker, Schriftsteller, Beamter, Bürgermeister und Landrat von Naumburg (Saale).

## Leben
Carl Peter Lepsius wurde als Sohn des Naumburger Oberbürgermeisters Johann August Lepsius (1745–1801) geboren. Nachdem er die Ausbildung am Domgymnasium Naumburg abgeschlossen hatte, begab er sich 1793 nach Jena, um Rechtswissenschaft zu studieren. In Leipzig beendete er das Studium. Nach Naumburg zurückgekehrt, arbeitete er im Magistratscollegium zuerst als Assessor, später (1810) als Stadtrichter sowie als Advokat. 1812 wurde er zum Finanzprocurator für den Thüringischen Kreis und 1815 zum Director des in Naumburg gegründeten Inquisitoriats und bald darauf zum Landrat des Naumburger Kreises ernannt. 1841 schied er aus dem öffentlichen Dienst aus. Er starb 1853 im Alter von 77 Jahren in Naumburg.
Am 23. Juli 1801 wurde er in die Freimaurer-Loge Archimedis zu den drei Reißbrettern in Altenburg/Sachsen aufgenommen und wurde dort 1803 Meister. 1815 war er Mitstifter der Wiedergründung der Loge zu den drei Hammern (aux trois Marteaux) im Orient Naumburg/Saale, die aber bereits 1819 wieder geschlossen wurde.
Lepsius war in erster Ehe verheiratet mit Friederike (1778–1819), geb. Gläser (Tochter des Komponisten Carl Ludwig Traugott Glaeser). Nach ihrem frühen Tode ehelichte er deren Schwester Julie (1794–1875). Aus den Ehen gingen neun Kinder hervor, unter ihnen der bekannte Ägyptologe Karl Richard Lepsius.
Carl Peter Lepsius begründete 1819 den Thüringisch-Sächsischen Verein für Erforschung des vaterländischen Altertums und Erhaltung seiner Denkmale (Thüringisch-Sächsischer Geschichts-Verein) und gab 1821 erstmals das Naumburger Kreisblatt heraus.

## Werke
- Die Sage von den Hussiten von Naumburg und der Ursprung des Naumburgischen Kirschfestes, historisch-kritisch untersucht. 1811 (Digitalisat)
- Ueber die Geschichte und Alterthümer Gross - Jena´s. In: Friedrich C. H. Kruse (Hrsg.): Archiv für alte Geographie, Geschichte und Alterthümer, insonderheit der germanischen Völkerstämme. Leipzig 1822, S. 147–157.
- Großjena Münzfund. In: Archiv für alte Geographie, Geschichte und Alterthümer. 1. Bd., Heft 1–3, 1822, S. 135.
- Über das Alterthum und die Stifter des Doms zu Naumburg und deren Statuen im westlichen Chor. Naumburg 1822.
- Über die Lage der alten kaiserlichen Pfalz Dornburg. In: Kruse's Deutsche Altertümer. Archiv, Bd. I., Heft 4, 1823.
- Die Ruinen der Rudelsburg. Bürger, Naumburg 1824. (Digitalisat)
- Urkundensammlung des Naumburger Domkapitels. In: Deutsche Alterthümer. oder Friedrich C. H. Kruse (Hrsg.): Archiv für alte und mittlere Geschichte, Geographie und Alterthümer. Nebst einer Chronik des Thüringisch-sächsischen Vereines für Erforschung des vaterländischen Alterthums. 1824, S. 40ff.
- Zur Geschichte der Befestigung der Stadt Naumburg. 1826.
- Historische Nachricht vom Augustinerkloster St. Moritz zu Naumburg. 1835.
- Bericht über die Wahl und Einführung des Nikolaus von Amsdorf als Bischof zu Naumburg. Förstemann, 1835.
- Historische Nachricht von dem St. Clarenkloster zu Weissenfels. 1837.
- mit Ludwig Puttrich und Gottlieb Wilhelm Geyser: (Hrsg.): Die Stadtkirche und die Schlosskapelle zu Freiburg an der Unstrut. Verlag Brockhaus, 1839.
- Genealogische Nachricht von den Schenken zu Saaleck: Bruchstück und Probe einer Geschichte des Schloßes und der ehemaligen Dynastie dieses Nahmens. Die Reihe der Evangelischen Pfarrherren zu Saaleck, Verlag Klaffenbach, 1843.
- Der Dom zu Naumburg, beschrieben und nach Anleitung urkundlicher Quellen archäologisch erläutert mit einigen Zusätzen über andere mittelalterliche Bauwerke dieser Stadt. In: Ludwig Puttrich (Hrsg.): Denkmale der Baukunst des Mittelalters in Sachsen. erster Band, zweite Abteilung, 1836–1843.
- Geschichte der Bischöfe des Hochstifts Naumburg vor der Reformation: ein Beitrag zur Geschichte des Osterlandes, mit einem Urkundenbuche und Zeichnungen. 1846. (Digitalisat)
- Zur Erinnerung an die Einführung der allgemeinen Städteordnung und der ersten Stadtverordneten-Versammlung zu Naumburg am 6. Februar 1832. Littfas, 1848.
- Rückblick auf die Leiden hiesiger Landschaft in den Kriegsjahren 1806–1813: und die zu deren Linderung getroffenen Veranstaltungen so wie auf die hierbei durch den Westminsterverein zu London in grossartiger Weise gewährte Unterstützung. Verlag Eckartshaus, 1851.
- Über den Begriff und das Wesen der Investura Saxonica oder der gerichtlichen Beleihung nach Sächsischem Recht: in Beziehung auf eine vom Hrn. Crimin. Rath Kayser herausgegebenen, diesen Gegenstand betreffende processualische Streitschrift. Wild 1820.
- Die Stammhalter der Familie Lepsius seit dem letzten Jahrzehnt des siebenzehnten Jahrhunderts, eine Denkschrift, dem Neugebornen gewidmet an seinem Tauftage den 9. November 1851 Sieling, Naumburg 1851. (Digitalisat)
- Kleine Schriften, Beiträge zur thüringisch-sächsischen Geschichte und deutschen Kunst- und Alterthumskunde. gesammelt u. theilweise zum ersten Male a.d. handschriftlichen Nachlass des Verf. Hrsg. A. Schulz (San-Marte) 3 Bde., Magdeburg, Creutz, 1854–55.
- Die Ruinen der Schlösser Rudelsburg u. Saaleck in ihren historischen Beziehungen nach urkundlichen Nachrichten dargestellt. Creutz, Magdeburg 1854. (Digitalisat)
- Annalen der Freimaurer-Loge zu den drei Hammern. (Manuscript)